# Ichikai
Ichikai (japanska: 市貝町?, Ichikai-machi) är en landskommun (köping) i Tochigi prefektur i Japan. 